# تری‌یودید بور
تری‌یودید بور (به انگلیسی: Boron triiodide) با فرمول شیمیایی BI3 یک ترکیب شیمیایی با شناسه پاب‌کم 83546 است. که جرم مولی آن 391.52 g/mol می‌باشد. شکل ظاهری این ترکیب، بلورهای جامد است.